# Червоні лінії
«Черво́ні лі́нії» — громадянська кампанія, спрямована на недопущення реваншу в Україні в питаннях євроінтеграції, відносин з РФ, територіального устрою, української армії, української мови та декомунізації. Створена 2019 року після приходу до влади президента Зеленського.

## Передумови
У квітні 2019 року відбулися президентські вибори в Україні, на яких переміг Володимир Зеленський. 20 травня пройшла його інавгурація. Протягом декількох днів Зеленський і його команда зробили кілька заяв та ухвалили рішення, які збурили низку українських громадських організацій, об'єднань, медіа, активістів, ветеранів і культурних діячів. 23 травня вони виступили із заявою, де висловили занепокоєння рішеннями президента. Вони на думку підписантів демонструють нерозуміння викликів, що стоять перед Україною. У заяві зазначено, що підписанти категорично не поділяють бажання Зеленського оточити себе представниками режиму колишнього президента України Януковича, назвавши це шляхом наперекір принципам люстрації, а також людьми без відповідних компетенцій і таких, з якими новообраного президента пов'язують бізнес-інтереси.
На переконання підписантів, останні роки були надто болісними для України, аби такі кроки не мали наслідків, і ці наслідки можуть стати фатальними. Представники громадянського суспільства окреслили перед владою «червоні лінії», у випадку порушення яких, зі слів підписантів звернення, настане погіршення як внутрішньополітичної, так і зовнішньої ситуації навколо України. Загалом заявники назвали 26 питань, які відносяться до безпекових питань, зовнішньополітичних пріоритетів, економічних кроків, ідентичності (мови, освіти, культури), ЗМІ й інформаційної політики та функціонування держави.

## Старт кампанії
2 липня 2019 року Громадянський рух «Відсіч» зробив заяву, закликавши всіх політиків, громадських активістів, небайдужих громадян різними способами виставити «червоні лінії» та вчинити масовий протест у разі переходу цих ліній новою владою. Активісти окреслили червоні лінії в 6-ти блоках питань — євроінтеграції, відносин з Російською Федерацією, територіального устрою, української армії, української мови та декомунізації.
Кампанія стартувала 4 липня 2019 року з акції «Не дозволь їм перетнути червоні лінії» перед Офісом президента України, де активісти руху провели перформанс. Учасники оголосили вимоги до законодавчої, виконавчої та президентської влад не переступати через «червоні лінії». Активісти протягнули від ОПУ червоні нитки до Верховної Ради України та Кабінету Міністрів України.

## Хронологія подій

### 2019
Після старту кампанії 4 липня 2019 року активісти Громадянського руху «Відсіч» почали поширення листівок із закликами контролювати владу і в разі порушення «червоних ліній» вдаватися до активних дій. За інформацією учасників кампанії, поширення відбулися, зокрема, 6 — 7 липня на музичному фестивалі «Пивиха Фест 2019» біля Градизька, а також у Кременчуку та Горішніх Плавнях; з 9 липня — на музичному фестивалі «Atlas Weekend» у Києві.
Активісти також оголосили про початок поширення листівок проти кандидатів-мажоритарників на позачергових парламентських виборах 2019 року, які, на думку учасників кампанії, вже перетнули «червоні лінії». З 8 липня активісти повідомили про поширення матеріалів про кандидата по 94-му округу від партії «Слуга народу», ведучого «Грошей» на телеканалі 1+1 Олександра Дубінського. Згодом активісти поширювали листівки також проти: Максима Луцького, кандидата по 222-му округу від «Опозиційної платформи — За життя»; кандидата-самовисуванця по 66-му округу Віталія Журавського; кандидата-самовисуванця по 220-му округу Сергія Лещенка; партії «Опозиційна платформа — За життя».
28 серпня 2019 року коаліція представників громадянського суспільства «Червоні лінії» виступила проти призначення Нестора Шуфрича головою комітету Верховної Ради України з питань свободи слова.
5 вересня 2019 року на Майдані Незалежності в Києві відбулась акція «Геть за червону лінію» — проти звільнення з-під варти свідка в справі збиття «Боїнга» МН-17 над Донбасом Володимира Цемаха. Ініціатори та учасники мітингу наголосили, що цим кроком влада перетинає «жирну червону лінію». Цього ж дня акція на цю тему відбулась також у Харкові, а наступного дня — ще одна акція в Києві.
19 вересня 2019 року під Офісом президента України відбулася акція коаліції громадських організацій «Нормандська змова — державна зрада» — проти, зокрема, узаконення проросійської автономії ОРДЛО та амністії для бойовиків, а також — підписання угод із Росією за так званою формулою Штайнмайєра, які, на думку протестувальників, призведуть до капітуляції України перед ворогом. Цього ж дня подібна акція відбулась також у Запоріжжі.
1 жовтня 2019 року президент Володимир Зеленський оголосив, що в майбутньому підготують новий закон тимчасової дії про особливий статус ОРДЛО, до якого буде імплементована «формула Штайнмаєра». Водночас голова держави запевнив, що «не буде перетнуто жодної червоної лінії» та «не буде ніякої капітуляції». Однак, у день заяви під Офісом президента України і на Майдані Незалежності зібралися спонтанні акції протесту проти погодження «формули Штайнмаєра» і капітуляції України. Цього дня акції відбулись також у Дніпрі, Львові, Маріуполі та Харкові.
Починаючи із 1 жовтня 2019 року в Україні почалися масові протести «Ні капітуляції!» — акції проти політики Президента України Володимира Зеленського щодо врегулювання війни на сході України. Окремі провели провели за кордоном. Найбільші всеукраїнські виступи відбулися 1, 2, 6 та 14 жовтня.
3 жовтня 2019 року за участі активістів кампанії оголосили про створення «Руху опору капітуляції». Під заявою про це підписалися низка громадських організацій і суспільних діячів.
4 жовтня 2019 року в Житомирі, де президент України Володимир Зеленський провів зустріч із президентом Білорусі Олександром Лукашенком, активісти кампанії провели протест проти «формули Штайнмаєра» і капітуляції України. Поліція не пустила протестувальників на Соборну площу перед театром, де відбувалась зустріч. Під час акції сталися сутички з поліцією — правоохоронці виривали фаєри з рук мітингувальників. Після завершення протесту активісти повідомили про переслідування учасників флешмобу поліцією на Житомирській трасі.
Із 12 жовтня 2019 року активісти «Відсічі» започаткували функціонування агітаційного намету кампанії на Майдані Незалежності в Києві — для поширення газет із роз'ясненням «формули Штайнмаєра», а також повідомили про поширення таких газет у регіонах.

### 2020
24 травня 2020 року відбулися акції «#СтопРеванш», які відносять до протестів «Ні капітуляції!»
17 червня 2020 року активісти спільноти «Мова об'єднує» провели акцію під стінами комітетів Верховної Ради України проти спроб ухвалення законопроєкту № 2362 народного депутата Максима Бужанського від «Слуги народу», відповідно до якого українізація шкіл мала бути відтермінована на 3 роки. А також — проти законопроєкту № 2693 «Про медіа», відповідно до якого скасовується Перелік осіб, які створюють загрозу нацбезпеці України. Активісти наголошують, що йдеться про черговий перетин владою «червоних ліній». Під час акції вони також згадують гасла кампанії «Займіться ділом, а не язиком!». Цього дня профільний комітет не підтримує законопроєкт № 2362
28 червня 2020 року, до Дня Конституції України, активісти спільноти «Мова об'єднує» здійснили вивішування власноруч виготовленого банера з написом «Руки геть від закону про мову!» на Майдані Незалежності в Києві.
16 липня 2020 року під Верховною Радою в Києві та в низці інших міст України, зокрема у Вінниці,  Дніпрі, Запоріжжі, Івано-Франківську, Кропивницькому, Миколаєві, Луцьку, Львові, Одесі, Полтаві, Тернополі, Харкові, Хмельницькому, Черкасах, Чернівцях, відбулися акції протесту проти законопроєкту  № 2362. Парламент переніс розгляд документу наступного дня, однак до цього питання не дійшов. 17 липня під Верховною Радою знову відбулися протести, під час яких сталися сутички між активістами, народними депутатами і поліцією. Правоохоронці не давали пронести під парламент реманент до акції.

## Наслідування
Із червня 2019 року попередній президент України Петро Порошенко підхопив риторику про «червоні лінії» для влади, зокрема в питаннях окупованих територій, захисту українського війська, європейської та євроатлантичної інтеграцій.
22 липня 2019 року співак і лідер партії «Голос» Святослав Вакарчук заявив, що його політсила формуватиме коаліцію у Верховній Раді України з іншими партіями лише після перевірки таких «червоних ліній»: рух України до Європи, ЄС і НАТО; принцип рівності всіх перед законом і невідворотність покарання; економіка без олігархів і спуск депутатів «з неба на землю». Партія використовує риторику про перетин «червоних ліній» владою і в подальшому.
6 вересня 2019 року журналіст і політик, народний депутат Верховної Ради України 8-го скликання Сергій Висоцький започаткував щотижневу передачу «Червона лінія з Сергієм Висоцьким» на українському телеканалі «Еспресо TV», спрямовану на обговорення «червоних ліній», які переступає влада.

## Галерея

На акції «Не дозволь їм перетнути червоні лінії»
Постер і наліпка кампанії
Значок кампанії на наплічнику
На акції «Геть за червону лінію»
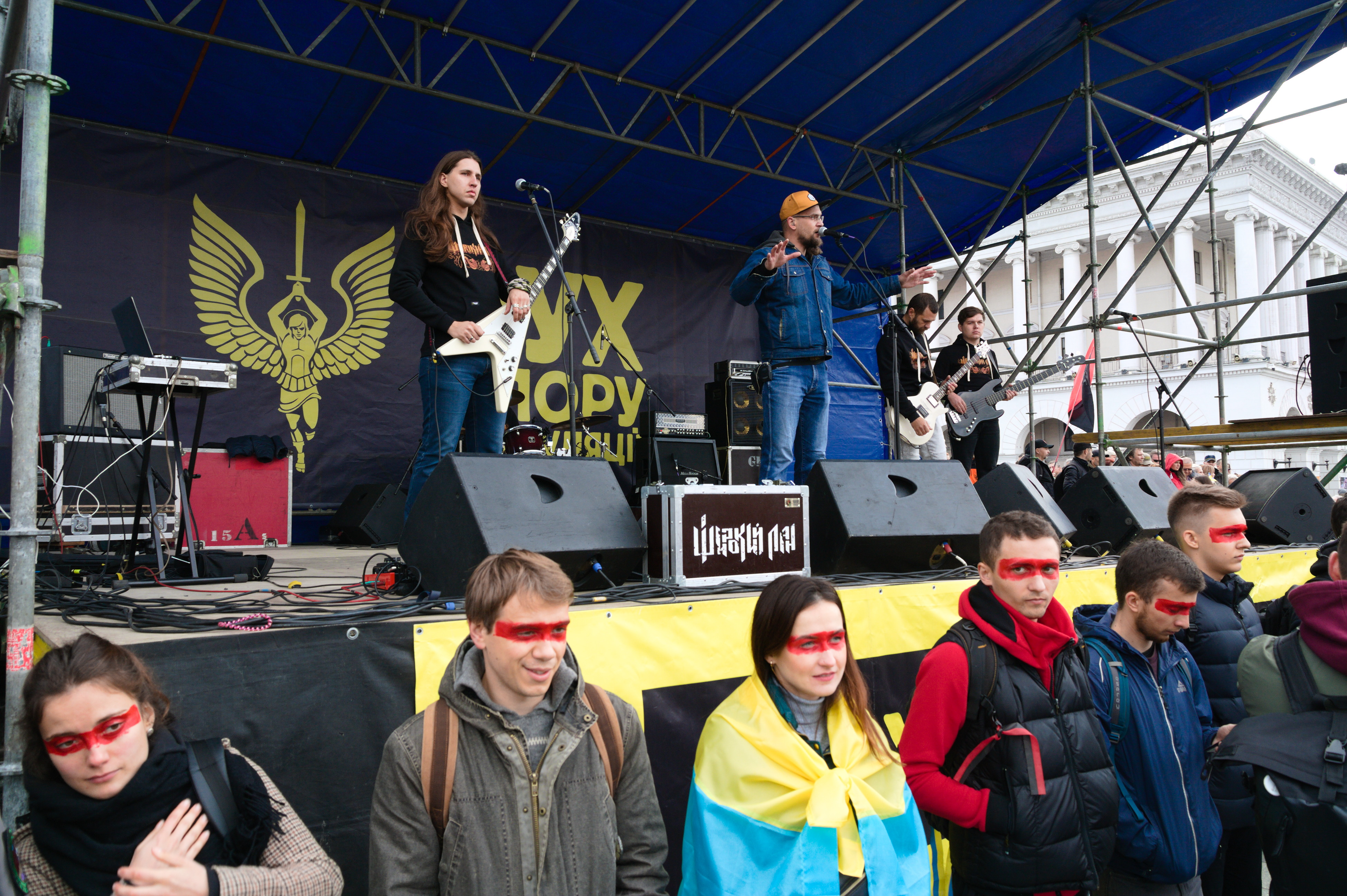
на акції Ні капітуляції!, 6 жовтня 2019 року
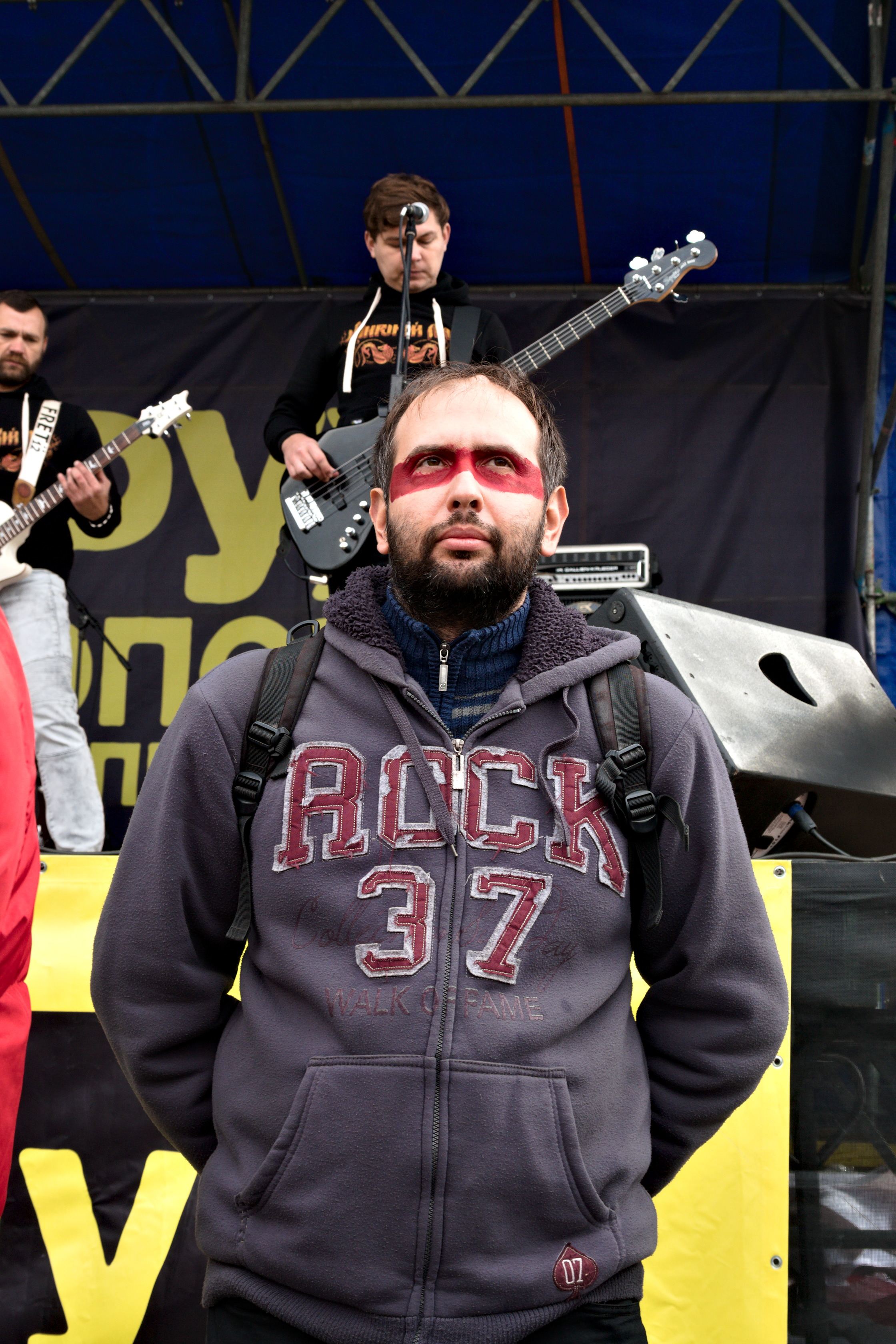
на акції Ні капітуляції!, 6 жовтня 2019 року
на акції проти законопроєктів №№ 2369 і 2362, 17 червня 2020 року

### Дописи у Facebook
1. ↑  . Відсіч. 06.07.2019
2. ↑   [Архівовано 13 липня 2019 у Wayback Machine.]. Відсіч. 07.07.2019
3. ↑   [Архівовано 14 липня 2019 у Wayback Machine.]. Відсіч. 08.07.2019
4. ↑   [Архівовано 13 липня 2019 у Wayback Machine.]. Відсіч. 09.07.2019
5. ↑   [Архівовано 13 липня 2019 у Wayback Machine.]. Відсіч. 08.07.2019
6. ↑  . Відсіч. 09.07.2019
7. ↑   [Архівовано 3 серпня 2019 у Wayback Machine.]. Відсіч. 17.07.2019
8. ↑   [Архівовано 21 січня 2022 у Wayback Machine.] (стрім). Відсіч. 18.07.2019
9. ↑   [Архівовано 7 серпня 2019 у Wayback Machine.]. Відсіч. 19.07.2019
10. ↑   [Архівовано 7 серпня 2019 у Wayback Machine.]. Відсіч. 19.07.2019
11. ↑   [Архівовано 7 серпня 2019 у Wayback Machine.]. Відсіч. 18.07.2019
12. ↑   [Архівовано 7 серпня 2019 у Wayback Machine.]. Відсіч. 19.07.2019
13. ↑   [Архівовано 11 серпня 2019 у Wayback Machine.]. Відсіч. 23.07.2019
14. ↑   (відео). Відсіч. 04.10.2019
15. ↑   (відео). Відсіч. 04.10.2019
16. ↑  . Петро Порошенко. 06.06.2019